# José Joaquín de Viana

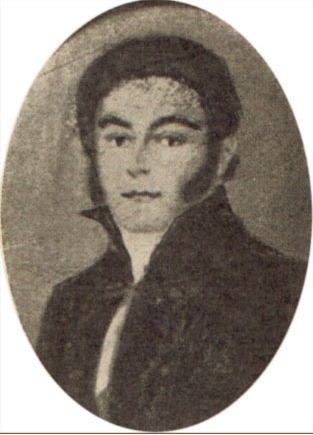
José Joaquín de Viana

José Joaquín de Viana (* 1718 in Lagran, Baskenland Spanien; † 14. Dezember 1773 in Buenos Aires) war ein spanischer Politiker und Militär baskischer Herkunft.
Vom 14. März 1751 bis 8. April 1764 und erneut von 1771 bis Februar 1773 war er Gouverneur von Montevideo im heutigen südamerikanischen Uruguay.
Unter anderem gründete er 1755 die Stadt Maldonado und war ebenfalls Gründer der heutigen uruguayischen Städte San Carlos und Salto.
Der um 1750 errichtete Landsitz des Gouverneurs de Viana existiert noch heute als Ruine und ist damit der älteste erhaltene Bau aus dieser Phase der Kolonialzeit in der Stadt Montevideo. Er befindet sich nördlich des heutigen Barrio Atahualpa in dem von der Calle Atahona und den Straßen Calle Reyes und Calle Valdenbegro eingefassten Gebiet.